# Signup
Il termine signup o sign up (dall'inglese "registrati" o, meglio, "iscriviti"), nell'ambito delle applicazioni informatiche, indica la procedura di creazione di un account su un sito web, portale, forum, newsletter, ecc. In pratica, il signup è la registrazione ovvero l'iscrizione dell'utente all'applicazione (o, in generale, ad un servizio informatico per cui occorra un account). 
Una volta eseguita la registrazione l'utente eseguirà il primo e i successivi accessi alla piattaforma o al servizio, utilizzando il proprio account, mediante la procedura di login.
Durante il signup, spesso l'utente deve "profilarsi" ovvero specificare i dati che saranno associati al proprio profilo. Ad esempio, la registrazione su Facebook è un classico esempio di signup, eseguito il quale poi basterà effettuare semplicemente il login per i successivi accessi.

## Esempio
```
<
div
 
class
=
"form"
>

      
      
<
ul
 
class
=
"tab-group"
>

        
<
li
 
class
=
"tab active"
><
a
 
href
=
"#signup"
>
Iscriviti
</
a
></
li
>

        
<
li
 
class
=
"tab"
><
a
 
href
=
"#login"
>
Entra
</
a
></
li
>

      
</
ul
>

      
      
<
div
 
class
=
"tab-content"
>

        
<
div
 
id
=
"signup"
>
   
          
<
h1
>
Sign Up
</
h1
>

          
          
<
form
 
action
=
"/"
 
method
=
"post"
>

          
          
<
div
 
class
=
"top-row"
>

            
<
div
 
class
=
"field-wrap"
>

              
<
label
>

                Nome
<
span
 
class
=
"req"
>
*
</
span
>

              
</
label
>

              
<
input
 
type
=
"text"
 
required
 
autocomplete
=
"off"
 
/>

            
</
div
>

        
            
<
div
 
class
=
"field-wrap"
>

              
<
label
>

                Cognome
<
span
 
class
=
"req"
>
*
</
span
>

              
</
label
>

              
<
input
 
type
=
"text"
required
 
autocomplete
=
"off"
/>

            
</
div
>

          
</
div
>

          
<
div
 
class
=
"field-wrap"
>

            
<
label
>

              Email
<
span
 
class
=
"req"
>
*
</
span
>

            
</
label
>

            
<
input
 
type
=
"email"
required
 
autocomplete
=
"off"
/>

          
</
div
>

          
          
<
div
 
class
=
"field-wrap"
>

            
<
label
>

              Scegli una Password
<
span
 
class
=
"req"
>
*
</
span
>

            
</
label
>

            
<
input
 
type
=
"password"
required
 
autocomplete
=
"off"
/>

          
</
div
>

          
          
<
button
 
type
=
"submit"
 
class
=
"button button-block"
/>
Inizia
</
button
>

          
          
</
form
>

        
</
div
>

        
        
<
div
 
id
=
"login"
>
   
          
<
h1
>
Benvenuto
</
h1
>

          
          
<
form
 
action
=
"/"
 
method
=
"post"
>

          
            
<
div
 
class
=
"field-wrap"
>

            
<
label
>

              Email
<
span
 
class
=
"req"
>
*
</
span
>

            
</
label
>

            
<
input
 
type
=
"email"
required
 
autocomplete
=
"off"
/>

          
</
div
>

          
          
<
div
 
class
=
"field-wrap"
>

            
<
label
>

              Password
<
span
 
class
=
"req"
>
*
</
span
>

            
</
label
>

            
<
input
 
type
=
"password"
required
 
autocomplete
=
"off"
/>

          
</
div
>

          
          
<
p
 
class
=
"forgot"
><
a
 
href
=
"#"
>
Dimenticato la Password?
</
a
></
p
>

          
          
<
button
 
class
=
"button button-block"
/>
Entra
</
button
>

          
          
</
form
>

        
</
div
>

        
      
</
div
>

      

</
div
>

```

Risultato (con aggiunta di CSS e JavaScript):

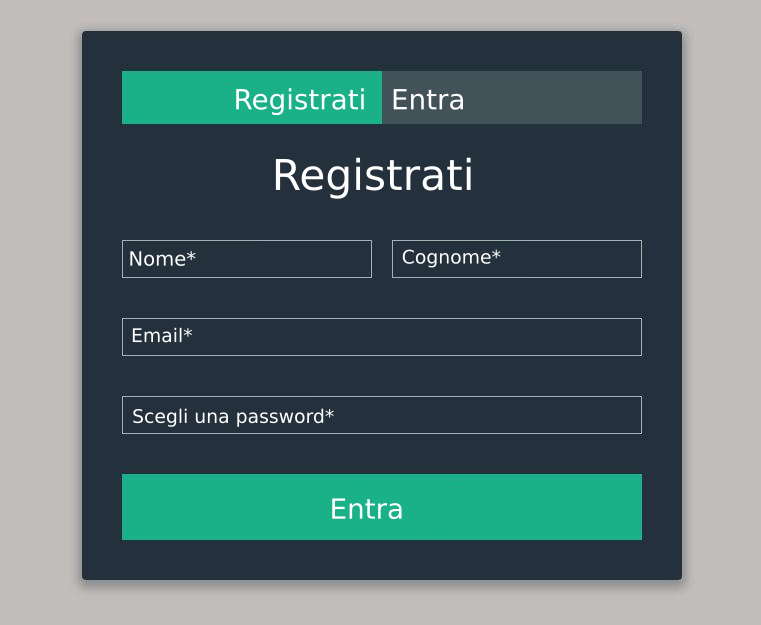
Esempio di Signup

## Enrollment
Simile a signup è il termine inglese enrollment (lett. "arruolamento"), tradotto in italiano informatico con "registrazione". Enrollment è spesso impiegato quando la registrazione riguarda componenti di sicurezza di applicazioni (ad esempio un account per gestire un profilo in ambito business oppure nella manipolazione di certificati digitali) oppure servizi fiduciari quali, ad esempio, la registrazione di token per l'autenticazione come pure per le voci caricate (enrolled ovvero registrate) nel gestore di avvio degli ambienti UEFI, da parte dei sistemi operativi installati.
In generale, l'enrollment è la registrazione di dispositivi, account o servizi/componenti fiduciari (trust) in un sistema (processo formato dalle fasi: identificazione, acquisizione e iscrizione, attivazione).

## Galleria d'immagini

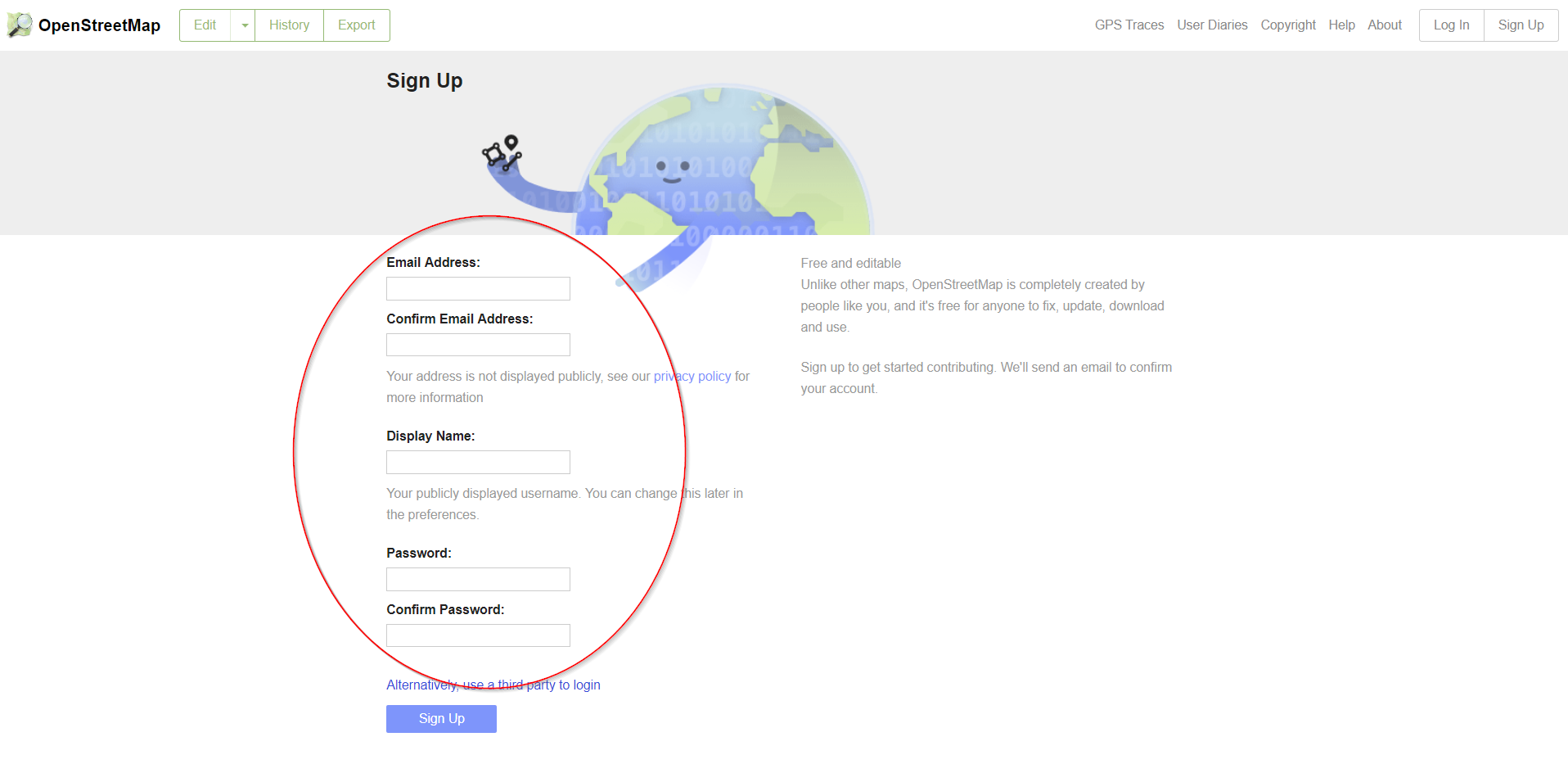
Open Street Map
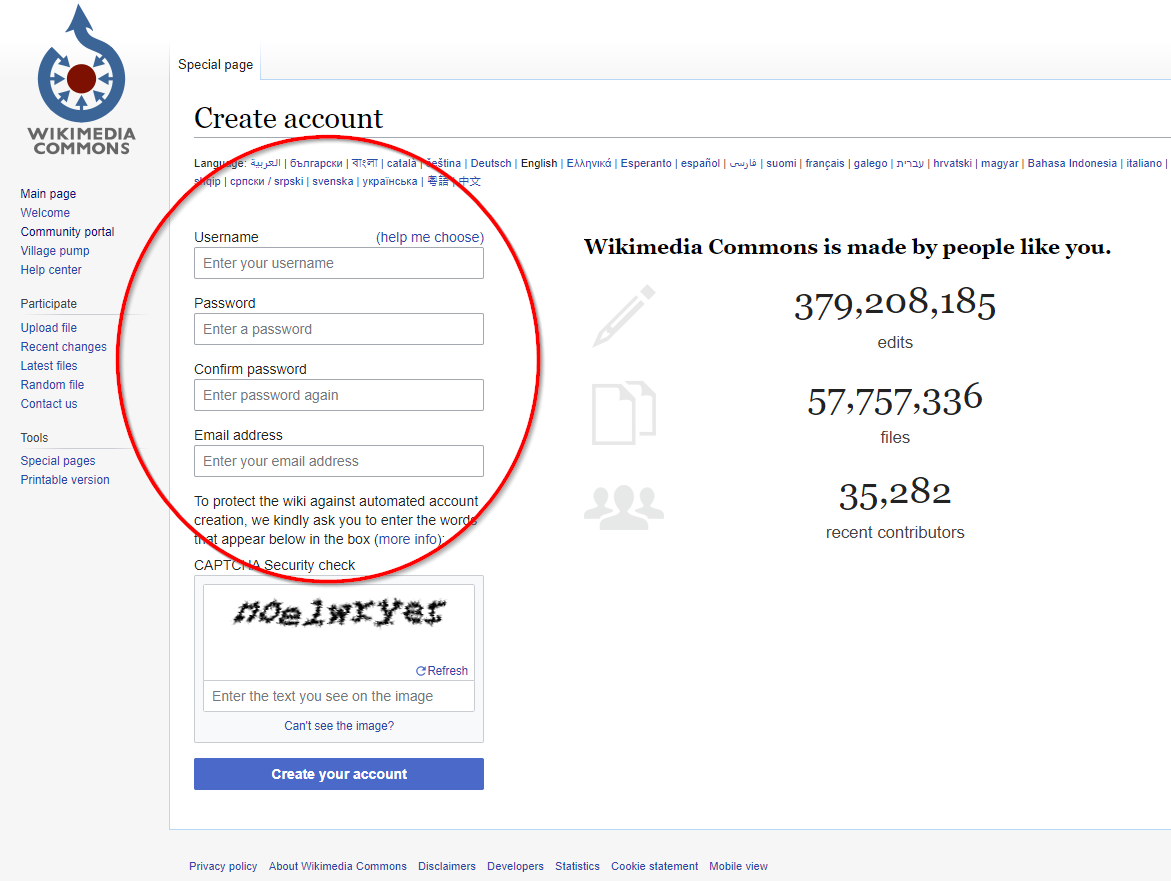
Wikimedia